# Cantón de Saint-Ciers-sur-Gironde
El cantón de Saint-Ciers-sur-Gironde era una división administrativa francesa, que estaba situada en el departamento de Gironda y la región de Aquitania.

## Composición
El cantón estaba formado por once comunas:
- Anglade
- Braud-et-Saint-Louis
- Étauliers
- Eyrans
- Marcillac
- Pleine-Selve
- Reignac
- Saint-Aubin-de-Blaye
- Saint-Caprais-de-Blaye
- Saint-Ciers-sur-Gironde
- Saint-Palais

## Supresión del cantón de Saint-Ciers-sur-Gironde
En aplicación del Decreto n.º 2014-192 de 20 de febrero de 2014, el cantón de Saint-Ciers-sur-Gironde fue suprimido el 22 de marzo de 2015 y sus 11 comunas pasaron a formar parte del nuevo cantón del Estuario.